# Пуњене тиквице
Пуњене тиквице су јело балканске, турске и медитеранске кухиње. Ово јело је уобичајено у региону бившег Османског царства, од Балкана до Леванта и Египта, као врста долме (врста пуњених јела са Балкана, Јужног Кавказа, средње Азије и Блиског истока). Састоји се од разних врста тиквица или тиквица пуњених пиринчем, а често и млевеним месом (јунећим или свињским) и куваних на шпорету или печених у рерни. Месна верзија се служи топло, као главно јело. Верзија без меса се у грчкој, турској и арапској кухињи сматра „јелом од маслиновог уља“ и често се једе на собној температури или топло.

## Припрема
Уклања се средина и семе већих, краћих, цилиндричних, незрелих тиквица, мало се прокувају на тихој ватри у посољеној води. Даљи поступак је сличан оном за пуњену паприку или сарму — тиквице се пуне филом од пиринча, млевеног меса, сецканог лука и зачина. Затим се кувају на шпорету или пеку у рерни. Често се пуњене тиквице и пуњене паприке праве се заједно, као мешано јело. Понекад се пуњене тиквице пре печења прелију смесом од јаја и павлаке.

## Врсте
На Леванту се ово јело ароматизује наном и белим луком. Неке сорте летњих тиквица, конзумирају се када су готово зреле. На Блиском истоку се готово зреле тиквице пуне месом и другим састојцима, а затим пеку. На Кипру се пуне цветови тиквице.

## Име
Име на разним језицима генерално значи дословно „пуњена тиквица”: 
- Српски и хрватски: Punjene tikvice (Ћирилично: Пуњене тиквице)
- Албански: Kungulleshka të mbushura
- Македонски: Полнети тиквички
- Бугарски: Пълнени тиквички
- Грчки: Γεμιστά κολοκυθάκια
- Турски: Kabak dolması; kousa mahshi
- Арапски: كوسا محشي